# Rainald III. (Geldern)

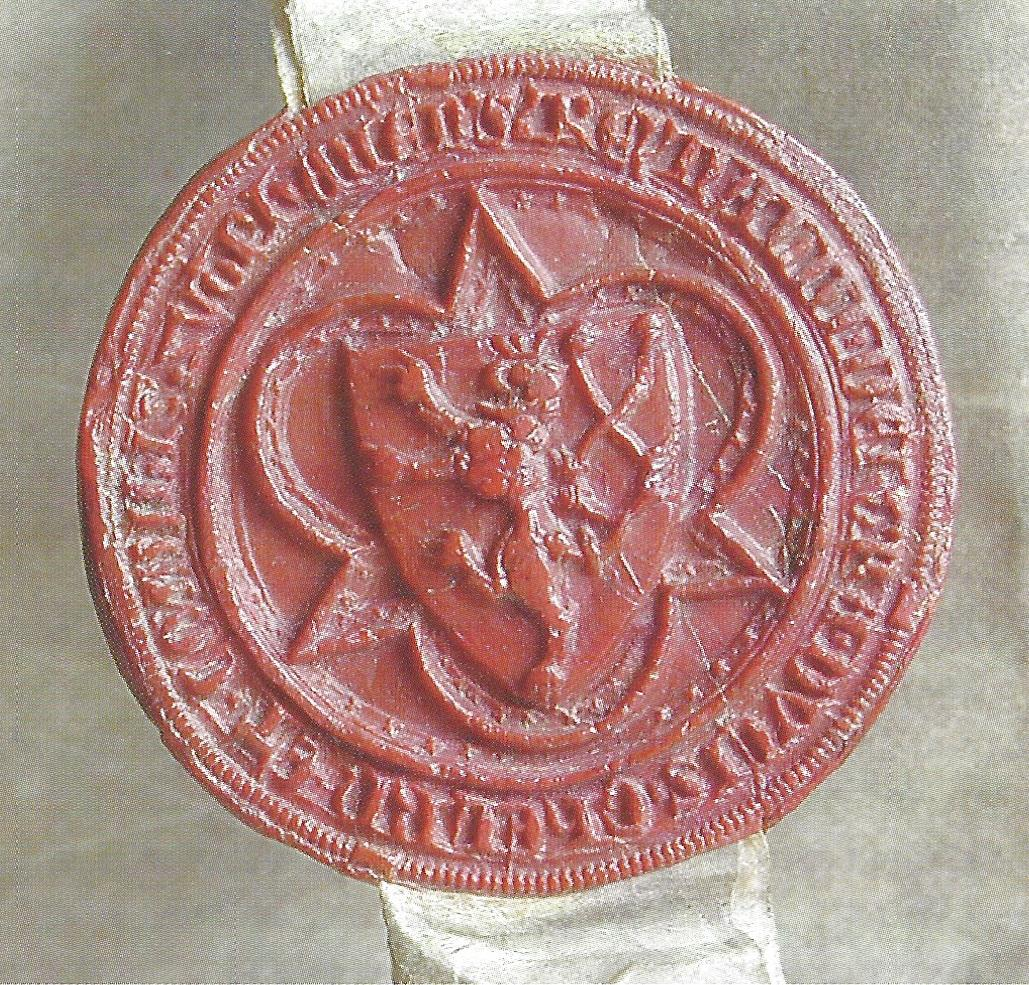
Reinald III. von Gelres erstes Siegel, verwendet vom 20. September 1344 bis zum 6. Juli 1349

Rainald III. von Geldern (* 13. Mai 1333; † 4. Dezember 1371) war Herzog von Geldern.
Er war der älteste Sohn von Rainald II. aus dessen zweiten Ehe mit Eleonore, Tochter von König Eduard II., und folgte ihm als Herzog nach.
Rainald heiratete Maria, die Tochter Herzogs Johann III. von Brabant. Die Ehe blieb kinderlos.
Rainald wurde zum Bündnis mit England gezwungen, floh 1347 und schloss ein Bündnis mit Brabant.
Sein jüngerer Bruder Eduard führte ab 1350 mit Unterstützung der Mutter eine Fehde gegen ihn und nahm ihn 1361 in der Schlacht bei Tiel gefangen.
Eduard kam 1371 in der Schlacht bei Baesweiler ums Leben. Rainald kam aus der Haft frei und wurde wieder als Regent eingesetzt. Er starb drei Monate später und wurde im Kloster Graefenthal beigesetzt. Mit ihm endete die männliche Linie des Hauses Wassenberg, der Familie der Flamenses.